# Tanu Island
Tanu Island is een eiland in het westen van Brits-Columbia in Canada.

## Geografie
Het eiland ligt in de eilandengroep Haida Gwaii en ligt ten oosten van Moresby Island. Ten noorden van het eiland ligt de Logan Inlet met aan de overzijde het Tangil Peninsula van Moresby Island, in het noordoosten ligt de Laskeek Bay, ten oosten ligt het kleinere Kunga Island, ten zuiden ligt de Richardson Inlet met aan de overzijde Lyell Island en in het zuidwesten ligt de Tanu Passage die het eiland scheidt van het kleinere Richardson Island. Het eiland is grotendeels onderdeel van Tanu Island Anchorage Gwaii Haanas National Park Reserve.
De wateren rond het eiland liggen in de mariene ecoregio Noord-Amerikaans Pacifisch Fjordland.

## Geschiedenis
In 1878 werd het eiland door geoloog George Mercer Dawson vernoemd naar de plaats op de oostelijke kust met deze naam.